# Hamburger Fischmarkt (Stuttgart)

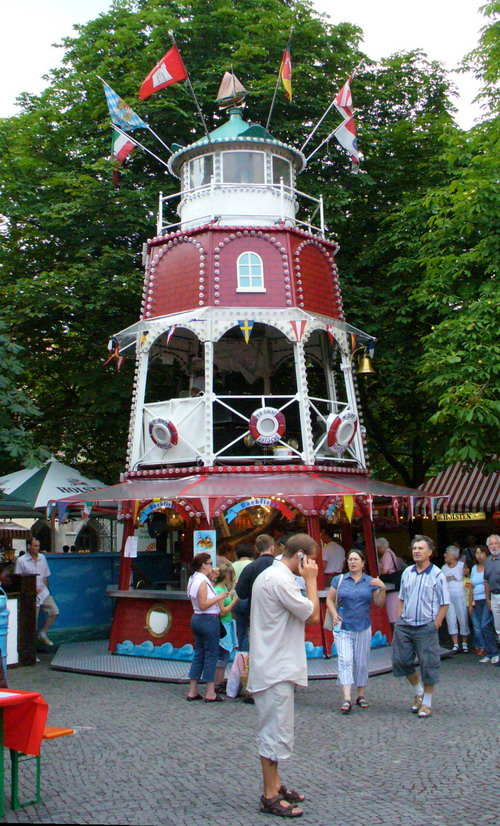
Hamburger Fischmarkt auf dem Karlsplatz in Stuttgart 2006

Der Hamburger Fischmarkt in Stuttgart ist ein alljährlich stattfindendes, mehrtägiges Fest auf dem Karlsplatz. Seit 1987 lädt er im Juli in der baden-württembergischen Landeshauptstadt dazu ein, hanseatisches Lebensgefühl zu kosten. Die Veranstaltung und der Name gehen auf den traditionellen Altonaer Fischmarkt in Hamburg zurück.

## Beschreibung
Auf der Veranstaltung wird von norddeutschen Gastronomen Fisch auf unterschiedliche Weise zubereitet und angeboten. Zu den Hauptattraktionen gehört der Backfischturm, wo jedes Mal, wenn die Glocke läutet, Dutzende Portionen Backfisch über eine wendelförmige Rutsche auf ein Blech befördert und dann mit Knoblauchsauce oder Remoulade serviert werden. An Dutzenden von Ständen gibt es Allerlei aus dem Meer, auch Obst- oder Pflanzenverkäufer bieten ihre Ware an. Etwa zehn Tonnen frische Meeresfrüchte und Fisch – gebraten, geräuchert oder frittiert – werden alljährlich von den Besuchern konsumiert. Es gibt Krabbenbrot, Fischpfanne, Riesengarnelen, Scampinudeln oder Hummerschwanz. Zu den Spezialitäten zählen auch Labskaus. Untermalt wird das Ganze mit Liedern aus dem Norden. Berühmtheiten auf dem Fischmarkt sind Aale-Dieter, Käse-Tommi und Bananen-Fred, die mit Sprüchen marktschreierisch ihre Ware anpreisen. Nebenbei bekommen die Besucher kostenlosen Sprachkurs in „Hamburgerisch“.
Im Gegenzug gastierte bis 2015 das Stuttgarter Weindorf in der Hansestadt. Die Organisatoren aus dem Schwäbischen durften ihre Buden elf Tage kostenfrei auf dem zentralen Hamburger Rathausmarkt aufstellen.  Doch 2016 kam es zu finanziellen Verwerfungen. Die Veranstaltung wurde abgesagt, weil Hamburg erhöhte Platzgebühren verlangte. Für die zusätzlichen sechs Tage der 17-tägigen Veranstaltung stellte die Hansestadt bis dahin 46.000 Euro in Rechnung. Doch ab sofort sollten plötzlich insgesamt rund 125.000 Euro bezahlt werden. Daraufhin wurde den Hamburgern auf ihrem Fischmarkt in Stuttgart – der Karlsplatz gehört dem Land – 28 000 Euro Platzmiete in Rechnung gestellt.